# Issa Gouo
Issa Gouo (ur. 9 września 1989 w Bobo-Dioulasso) – burkiński piłkarz grający na pozycji środkowego obrońcy. Od 2016 jest zawodnikiem klubu Rahimo FC.

## Kariera klubowa
Swoją karierę piłkarską Yedan rozpoczął w klubie ASFA Yennenga Wagadugu. W sezonie 2008/2009 zadebiutował w jego barwach w burkińskiej Superdivision. Od 2009 do 2012 roku czterokrotnie z rzędu wywalczył tytuł mistrza Burkina Faso. W sezonie 2008/2009 zdobył również Puchar Burkiny Faso. W sezonie 2013 grał w Santos FC Wagadugu, a w tym samym roku przeszedł do gwinejskiego AS Kaloum Star. W sezonie 2013/2014 został mistrzem, a w sezonach 2014/2015 i 2015/2016 - wicemistrzem Gwinei. W 2016 przeszedł do Rahimo FC.

## Kariera reprezentacyjna
W reprezentacji Burkiny Faso Gouo zadebiutował 10 sierpnia 2011 w przegranym 0:3 towarzyskim meczu z Republiką Południowej Afryki. W 2015 roku został powołany do kadry na Puchar Narodów Afryki 2015. Wystąpił na nim w dwóch meczach: z Gwineą Równikową (0:0) i z Kongiem (1:2).